# エドゥアルト・レーヴェン
エドゥアルト・レーヴェン（Eduard Löwen, 1997年1月28日 - ）はドイツのサッカー選手。ポジションはMF。メジャーリーグサッカー・セントルイス・シティSC所属。

## 経歴

### クラブ
1.FCカイザースラウテルンの下部組織で7年間、1.FCザールブリュッケンの下部組織で1年間を過ごした。
2016年に1.FCニュルンベルクと契約を結び、翌2017年3月にブンデスリーガ2部でデビューを果たした。2シーズンの間にリーグ戦43試合出場5得点という成績を残しブンデスリーガ昇格に貢献すると、2018-19シーズンにはリーグ戦22試合に出場し3得点を記録した。
2019年6月13日、ヘルタ・ベルリンと契約を結んだ。契約期間は2024年まで、移籍金は700万ユーロと推定される。
2020年1月5日、FCアウクスブルクへ2021年6月30日までのレンタル移籍が発表された。契約には買取オプションが含まれている。
2020年10月5日、FCアウクスブルクとのレンタル契約が早期終了し、ヘルタ・ベルリンに復帰したことが発表された。
2021年6月28日、VfLボーフムへ2022年6月30日までのレンタル移籍が発表された。
2022年6月24日、セントルイス・シティSCと契約を結び、2023シーズンから2026シーズンまで、1年の延長オプション付きで契約した。

### 代表
代表レベルでは2017年10月にU-20ドイツ代表に招集され、2試合に出場した。
この直後にU-21ドイツ代表に招集され、11月14日に行われたUEFA U-21欧州選手権2019予選のU-21イスラエル代表戦でデビューを果たすと、引き続き招集を受けて予選5試合に出場した。2019年6月にサンマリノで開催された本大会の代表メンバーにも選出されたが、出場機会はなかった。